# Agatamdike, Bagepalli
Agatamdike là một làng thuộc tehsil Bagepalli, huyện Kolar, bang Karnataka, Ấn Độ.